# Прирічний (Адигея)
Прирічний (рос. Приречный; адиг. ПсыІушъу) — селище Майкопського району Адигеї Росії. Входить до складу Краснооктябрського сільського поселення.
Населення — 326 осіб (2015 рік).